# Neosauropoda
De Neosauropoda vormen een onderverdeling van de Eusauropoda, een verdeling van de Sauropoda, plantenetende dinosauriërs. 
De naam werd voor het eerst in 1986 gebruikt door Bonaparte, zonder een definitie te geven. De klade werd voor het eerst gedefinieerd door Salgado in 1997: de laatste gemeenschappelijke voorouder van de Camarasauromorpha en de Diplodocidae en al zijn afstammelingen. In 1998 gaven Wilson en Sereno een exactere definitie: de groep bestaande uit de laatste gemeenschappelijke voorouder van Diplodocus longus en Saltasaurus loricatus en al zijn afstammelingen. De neosauropoden worden strikt onderverdeeld in de Diplodocoidea en de Macronaria. Ze leefden tijdens het Jura (vanaf het Kimmeridgien) en het Krijt tot in het Maastrichtien.